# Bartholomäus Frenzel
Bartholomäus Frenzel – latinisiert Bartholemaeus Frencelius Cothenus – (* um 1550 in Köthen; † Ende des 16. Jahrhunderts in Bernburg) war ein neulateinischer Dichter.
Er lebte in der zweiten Hälfte des 16. Jahrhunderts und war Schulrektor in Bernburg. 

## Werk
- Idyllia Sacra. Schwertel, Wittenberg 1576 (Digitalisat)

## Ausgabe
- Bibliotheca Palatina. Druckschriften. Mikrofiche-Edition. Band F3873. Saur, München, ISBN 3-598-32880-X.

| Personendaten    | Personendaten           |
| ---------------- | ----------------------- |
| NAME             | Frenzel, Bartholomäus   |
| KURZBESCHREIBUNG | neulateinischer Dichter |
| GEBURTSDATUM     | um 1550                 |
| GEBURTSORT       | Köthen                  |
| STERBEDATUM      | um 1600                 |
| STERBEORT        | Bernburg (Saale)        |